# Farní sbor Českobratrské církve evangelické v Nikolčicích
Farní sbor Českobratrské církve evangelické v Nikolčicích je sborem Českobratrské církve evangelické v Nikolčicích. Sbor spadá pod brněnský seniorát.
Farářem sboru je Jiří Gruber, kurátorem sboru Jiří Dostál.
Sbor byl založen roku 1868 jako reformovaný. Evangelický kostel vznikl přestavbou selské usedlosti, nabyté roku 1862; roku 1902 byla ke kostelu přistavěna věž; modernisticky byl kostel upraven v letech 1952–1955.